# Listeria
Listeria är ett bakteriesläkte med sju olika arter: L. grayi, L. innocua, L. ivanovii, L. monocytogenes, L. seeligeri, L. murrayi samt L. welshimeri. Den kan förekomma i kött och mjölkprodukter samt i råa grönsaker.
Bakterien som kan smitta människor heter främst Listeria monocytogenes (se bild), men även L. ivanovii är patogen dock mindre vanlig. Bakterien har förmågan att tillväxa i kylskåpstemperatur och i sällsynt förekommande fall kan denna bakterie orsaka mycket allvarliga tillstånd av sepsis (blodförgiftning) eller meningit (hjärnhinneinflammation). Gravida som infekteras kan också spontanabortera fostret de bär på. Släktet är uppkallat efter den brittiske kirurgen Joseph Lister som revolutionerade kirurgin genom införandet av antiseptiska metoder.